# ブロヴェッロ＝カルプニーノ
ブロヴェッロ＝カルプニーノ（伊: Brovello-Carpugnino）は、イタリア共和国ピエモンテ州ヴェルバーノ・クジオ・オッソラ県にある、人口約700人の基礎自治体（コムーネ）。

## 地理

### 位置・広がり
| 隣接するコムーネは以下の通り。括弧内のNOはノヴァーラ県所属を示す。 - アルメーノ (NO) - ジニェーゼ - レーザ (NO) - マッシーノ・ヴィスコンティ (NO) - ストレーザ |

## 行政

### 分離集落
ブロヴェッロ＝カルプニーノには、以下の分離集落（フラツィオーネ）がある。
Brovello, Carpugnino, Graglia Piana, Stropino Località: Cascinone, Locco